# Strategisch beraad CDA
Het strategisch beraad CDA is een raad die het Christen-Democratisch Appèl (CDA), een Nederlandse christendemocratische politieke partij, helpt met beslissingen. De raad is in 2011 ingesteld na de verkiezingsnederlaag medio 2010 en de interne onenigheden rond de daaropvolgende kabinetsdeelname met de VVD in kabinet-Rutte I, waarbij de Partij voor de Vrijheid gedoogpartner is. Het beraad moet een aanzet geven voor een nieuwe koers voor de komende 10 à 15 jaar.
Het CDA-congres en de nieuwe CDA-voorzitter Ruth Peetoom drongen aan op de instelling van het beraad. Voorzitter is vanaf 2 september 2011 Aart Jan de Geus.
Op 20 januari 2012 presenteerde de raad onder de titel "Kiezen en verbinden - politieke visie vanuit het radicale midden" voorstellen voor een nieuwe koers voor het CDA.

## Leden
In het Strategisch Beraad zitten 22 CDA-leden. Volgens de partij hebben ze allemaal een bepaalde deskundigheid en een uitgebreid netwerk.
- Mustafa Amhaouch, manager ASML (tevens afdelingsvoorzitter CDA Peel en Maas)
- Janny Bakker-Klein, wethouder Huizen
- Joba van den Berg-Jansen, directeur Sociale Zaken & Ledenservice Bouwend Nederland
- Lans Bovenberg, econoom
- Hans de Bruijn, hoogleraar bestuurskunde
- Guusje Dolsma, manager VNO-NCW en MKB-Nederland
- Rien Fraanje, adviseur Raad voor het Openbaar bestuur, lid stadsdeelraad Nieuw West Amsterdam
- Pieter van Geel, zelfstandig adviseur en bestuurder
- Leonard Geluk, voorzitter RvB ROC Midden-Nederland
- Mona Keijzer, wethouder Purmerend
- Thea Koster, wethouder Leeuwarden
- Rhoinde Mijnals-Doth, predikant
- Jan Melis, zelfstandig adviseur en bestuurder
- Joep Mourits, directeur communicatie Rabobank
- Janne Nijman, universitair hoofddocent aan de afdeling internationaal recht van de Rechtenfaculteit van de UvA, eigenaar-directeur van adviesbureau NILO
- Geert Sanders, voorzitter SER Noord-Nederland, gasthoogleraar Nyenrode Business Universiteit
- Lidewey van der Sluis, hoogleraar Strategisch Talent Management en centerdirecteur CHROME
- Wietze Smid, manager NS
- Ayhan Tonça, bestuurslid CDA Overijssel en WI, werkzaam bij Provincie Overijssel
- Jeroen van Velzen, voormalig voorzitter CDJA, student politieke wetenschappen
- Jack de Vries, eigenaar communicatiebureau
- Marlijn Winkelman, hoofd communicatie KLM